# Aglaoschema basale
Aglaoschema basale är en skalbaggsart som först beskrevs av Julius Melzer 1933.  Aglaoschema basale ingår i släktet Aglaoschema och familjen långhorningar. Inga underarter finns listade i Catalogue of Life.